# فیلم پروپاگاندا

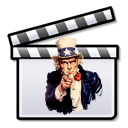
‌نماد فیلم پروپاگاندا

فیلم پروپاگاندا یا فیلم تبلیغاتیِ سیاسی (انگلیسی: Propaganda film) فیلمی است که حاوی پروپاگاندا یا تبلیغات سیاسی باشد. این فیلم‌ها به روش‌ها و در گونه‌های مختلفی ساخته می‌شوند اما اغلب محصولاتی مستند هستند یا فیلم‌نامه‌ای داستانی دارند که می‌خواهند بیننده را متقاعد کنند دیدگاه سیاسی خاصی را بپذیرد و بر آرا و رفتارش، با مطالبی ذهنی که می‌توانند گمراه‌کننده باشند، تأثیر بگذارند.
پروپاگاندا می‌تواند به صورت توانایی «تولید و پخش پیام‌هایی بارور تعریف شود که یک‌بار کاشته می‌شود و در فرهنگ‌های بزرگ انسانی، جوانه می‌زند.» با این‌همه در سده بیستم میلادی، شیوه جدیدی برای پروپاگاندا پیرامون سازمان‌های سیاسی و نیاز آنها به پیام‌های ارتباطی که لازم بود به گروه خاصی از مردم برسد و با اهداف آن‌ها همسویشان کند، شکل گرفت. فیلم با توسعه‌یافتن به دست برادران لومیر در ۱۸۹۶، وسیله منحصر به فردی را معرفی کرد که می‌توانست با یک بار پخش، به مخاطبان وسیعی دسترسی پیدا کند. در حقیقت، فیلم اولین رسانه جمعی بود که می‌توانست بینندگان را به عنوان افراد و اعضای یک جمعیت، به شکل همزمان تحت تأثیر قرار دهد. این مشخصه باعث شد تا فیلم به سرعت به ابزاری در دست دولت‌ها و سازمان‌های غیردولتی مبدل شود تا پیام‌های ایدئولوژیک آنها را منتقل کند. چنان‌که نانسی اسنو در کتابش جنگ اطلاعات: پروپاگاندای آمریکایی، کنترل آزادی بیان و عقیده پس از یازده سپتامبر نشان می‌دهد «آن‌جا که پروپاگاندا آغاز می‌شود، تفکر نقادانه به پایان می‌رسد.»

## فیلم به عنوان ابزاری تبلیغاتی
فیلم، رسانه‌ای منحصر به فرد است که تصاویر، حرکات و صدا را به شیوه‌ای واقعی بازتولید می‌کند و معنا را با سیری تکاملی اثر و گذشت زمان می‌آمیزد و در داستان به تصویر می‌کشد. برخلاف بسیاری از شکل‌های بیان هنری، فیلم حس بی‌واسطه بودن را تولید می‌کند. توانایی فیلم برای ایجاد توهم واقعیت و زندگی و گشودن دورنمایی جدید و ناشناخته از جهان، توضیح می‌دهد که چرا فیلم، به ویژه آن‌هایی که از فرهنگ‌ها و مکان‌های ناشناخته برداشته می‌شوند، شرح و تصویر دقیقی از زندگی هستند.
برخی از آکادمیسین‌های حوزه فیلم، به توانایی‌های عظیم فیلم برای گمراه کردن، اشاره کرده‌اند. ژیگا ورتوف در مانیفستش به نام تولد کینو-آی (۱۹۴۲) ادعا می‌کند که «چشم سینما، چشم حقیقت است.» از نظرگاه هیملر هافمن، این بدان معنی است که در فیلم، تنها آن‌چه دوربین می‌بیند، وجود دارد و بیننده، در نبود دورنماهای جایگزین، تصاویر را واقعی می‌پندارد.
فیلم‌ها، ابزارهای تبلیغاتی مؤثری هستند چراکه آیکون‌ها یا شمایل‌هایی بصری از واقعیت‌های تاریخی و آگاهی، ایجاد می‌کنند، تلقی مردم از زمانه‌ای را که به‌تصویر کشیده‌اند، تعریف می‌کنند، مردم را برای علتی معمولی، بسیج کرده و توجه‌شان را به علتی ناشناخته، جلب می‌کنند. فیلم‌های تاریخی و سیاسی، تأثیرگذاری و خلق آگاهی تاریخی را عرضه می‌کنند و می‌توانند وقایع را تحریف کرده و با این حال، رسانه‌شان را قابل‌اعتماد و قانع‌کننده بنمایانند.